# Tào Thành công
Tào Thành công (chữ Hán: 曹成公; trị vì: 577 TCN-555 TCN), tên thật là Cơ Phụ Sô (姬負芻), là vị vua thứ 19 của nước Tào – chư hầu nhà Chu trong lịch sử Trung Quốc.

## Lên ngôi
Tào Thành công là con thứ của Tào Văn công – vua thứ 17 nước Tào và là em của Tào Tuyên công – vua thứ 18 nước Tào. Năm 578 TCN, Tào Tuyên công mất, Cơ Phụ Sô lên nối ngôi, tức là Tào Thành công.
Sử sách chép việc Tào Thành công lên làm vua có đặt ra nghi vấn. Có ý kiến cho rằng anh ông là Tào Tuyên công mất trong quân, lúc đó Cơ Phụ Sô đang trấn giữ trong nước, ông giết cháu là thế tử nước Tào giành ngôi. Nhưng Lã Đại Khuê có ý kiến phản bác giả thuyết này, ông cho rằng điều này không chắc có thực, vì Kinh Xuân Thu và Tả Truyện không chép.

## Bị bắt giữ
Năm 576 TCN, Tấn Lệ công hội chư hầu tại đất Thích rồi mang quân đánh nước Tào, bắt Tào Thành công mang tới kinh thành Lạc Ấp của nhà Chu giam giữ. Tả Truyện cho rằng đây hành động bá quyền của Tấn Lệ công vì Tào Thành công không mắc lỗi gì với dân chúng. Có ý kiến khác cho rằng vua Tấn lấy cớ Tào Thành công giết thế tử (con Tào Tuyên công) giành ngôi nên mới bắt.
Các nước chư hầu định tâu lên Chu Giản Vương cho em ông là Tử Tang thay làm vua Tào, nhưng Tử Tang từ chối, bỏ sang nước Tống.
Năm 575 TCN, người nước Tào đến xin với Tấn Lệ công cho Tào Thành công được về nước. Tấn Lệ công chấp thuận cho ông trở về.

## Chinh chiến
Năm 559 TCN, Tào Thành công mang quân hợp với các nước Tấn, Tề, Tống, Vệ, Cử, Chu, Đằng và Tiết cùng đánh Tần, nhưng chưa thắng đã lui quân.
Năm 557 TCN, Tôn Khoái nước Vệ đi săn ở biên giới nước Tào, khi cho ngựa uống nước ở Trọng Khưu làm vỡ bình nước. Người ấp Trọng Khưu chửi mắng Tôn Khoái. Tôn Khoái bèn cùng Thạch Mãi mang quân đánh Tào, chiếm ấp Trọng Khưu. Tào Thành công bèn sai sứ báo với Tấn Bình công. Sang năm sau, Tấn Bình công vì nước Tào bèn bắt Thạch Mãi khi Thạch Mãi đi sứ, sau đó lại mang quân đến Thuần Lưu bắt Tôn Khoái.
Năm 556 TCN, Tào Thành công theo sự kêu gọi của Tấn Bình công, phải mang quân cùng đánh Tề với các chư hầu. Quân chư hầu đánh bại quân Tề Linh công, tiến đến vây hãm Lâm Tri, đốt phá một trận mới rút lui.
Năm 555 TCN, trong lúc còn đang ra trận thì Tào Thành công qua đời. Ông ở ngôi được 23 năm. Con ông là Cơ Thắng lên nối ngôi, tức là Tào Vũ công.